# François Sevez
François Sevez (ur. 22 października 1891 w Chambéry, zm. 29 lutego 1948 w Offenburgu) – francuski generał podczas II wojny światowej.
Jako świadek podpisywał akt kapitulacji III Rzeszy w Reims.

## Ordery i odznaczenia
- Krzyż Kawalerski Orderu Virtuti Militari – 12 listopada 1946 „za zasługi położone w walce ze wspólnym wrogiem”[1]